# Night of the Jumps
Die Night of the Jumps ist eine internationale Serie von Freestyle-Motocross-Veranstaltungen.
Die Serie, welche ebenfalls die offizielle FIM (Fédération Internationale de Motocyclisme) Weltmeisterschaft im Freestyle-Motocross (kurz: FMX) beinhaltet, tourt weltweit und fand bis 2015 bereits in 21 Ländern statt, darunter  Brasilien, Namibia, China und Lettland.

## Programm
Die Veranstaltung wird aufgeteilt in die drei Disziplinen Best Whip, Highest Air und Freestyle Motocross, gewertet nach der Schwierigkeit der dargebotenen Tricks.
Beim Freestyle Motocross, welches den Großteil der Veranstaltung ausmacht, wird der beste Fahrer gekürt nach der Schwierigkeit der von ihm dargebotenen Tricks, die von einer Sprungrampe abgesprungen und auf einem Landehügel gelandet werden. 
Bei den häufig mehr als 12 m hohen und 24 m weiten Sprüngen führen die Fahrer dabei Tricks wie Rückwärtssalti und zahlreiche Figurenvarationen mit dem Motorrad aus.
Der Best Whip Contest kürt den Fahrer, welcher den besten Whip vorführt. 
Als Whip bezeichnet man eine Bewegung, bei welcher die Maschine in der Luft zur Seite gedreht wird, so dass sie zur Flugrichtung quer steht.
Der Sieger des Whip Contest ist somit üblicherweise der Fahrer, dessen Maschine die stärkste Drehung quer zur Flugrichtung macht, also dessen Maschine am stärksten "gewhipt" wird.
Beim Highest Air-Wettbewerb wird, wie der Name schon aussagt, der höchste Sprung mit dem Motorrad gewertet. Häufig durchbrechen diese Sprünge die 10-Meter-Marke, der Weltrekord liegt bei 11,50 m.

## Wertung
Nach Beendigung des Fahrertrainings wird von den Punktrichtern („Judges“ genannt) die Anzahl der Sprünge sowie ein Zeitlimit vorgegeben. In der Regel werden in der Qualifikation die besten sieben Sprünge, welche in 70 Sekunden gezeigt werden, bewertet und im Finale die besten neun Sprünge in 90 Sekunden gewertet.
Diese Festlegung dient in erster Linie der Sicherheit der Fahrer, um ihnen genügend Zeit zur Verfügung zu stellen, in welcher sie die Anzahl der geforderten Sprünge zeigen können. Nach Ablauf der regulären Fahrzeit hat jeder Fahrer die Möglichkeit einen zusätzlichen Sprung, den sogenannten „Double-Up“ vorzuführen. 
Das Wertungssystem der NOTJ ist in zwei Kategorien unterteilt.
Im ersten Teil erhält jeder Fahrer für jeden Sprung eine Wertung von null bis zehn Punkten und beim Extrasprung, dem „Double Up“, kann der Fahrer bis zu 20 weitere Punkte erhalten.
Im zweiten Teil des Wertungssystems vergibt der Punktrichter eine Wertung für „Track use“, „Variation“ und „Personell Impression“.
Beim „Track use“ hat der Fahrer die Möglichkeit, über eine gute Ausnutzung der vorhandenen Strecke und Rampen seine Punktezahl noch einmal pro Punkterichter um bis zu zehn Punkte zu erhöhen.
Im Bewertungsteil „Variation“ gibt es bis zu zehn weitere Punkte pro Punktrichter, wenn der Fahrer sehr abwechslungsreiche Tricks zeigt und keinen Trick wiederholt.
Zum Schluss hat jeder Punkterichter noch einmal 20 Punkte für die „Personell Impression“ zur Verfügung. Hier wird der Gesamteindruck des Laufs bewertet. Sichere Landungen, flüssige Abfolge der Tricks, Ausdruck usw. fließen hier in die Bewertung mit ein.
Nach diesen oben aufgeführten Bewertungskriterien gibt jeder der fünf Punkterichter seine Wertung in Form einer Gesamtpunktzahl ab. Um Fairness zu gewährleisten, werden das höchste und das niedrigste Ergebnis gestrichen.
Die drei übrig gebliebenen Ergebnisse werden zu einer Gesamtpunktzahl addiert.

## Geschichte
Alle bisher stattgefundenen Night of the Jumps
- 2001: Riesa
- 2002: Oberhausen, Riesa
- 2003: Riesa, Oberhausen, Leon, Wien
- 2004: Oberhausen, Windhoek, Nîmes, Tampere, Dresden, Bern, Hamburg, Wien
- 2005: Berlin, Bern, Bremen, Frankfurt am Main, Hamburg, Innsbruck, Köln, Mailand, Nürnberg, Wien
- 2006: Mannheim, Wien, Graz, Berlin, Nürnberg, Wien, Turin, Innsbruck, Mailand, Bremen, Bern, Köln, Hamburg, Katowice
- 2007: Berlin, Krefeld, Katowice, Liberec, Graz, Basel, Belgrad, Metz, Riga, Mannheim, Fortaleza
- 2008: Liberec, Berlin, Graz, Krefeld, Basel, Hamburg, Köln, Belgrad, Riga, Fortaleza
- 2009: Berlin, Graz, Basel, Mannheim, Riga, Ostrava, Windhoek, Fortaleza
- 2010: Berlin, Basel, Sanliurfa, Köln, Riga, Ostrava, Wien, Fortaleza
- 2011: Turin, Berlin, Basel, Pensa, Riga, Ostrava, Danzig, Sofia
- 2012: Linz, Turin, Berlin, Basel, Mannheim, Togliatti, Guangzhou, Köln, Riga, Sofia
- 2013: Linz, Kaunas, Berlin, Danzig, Basel, Hamburg, Peking, Riga, Liberec, Sofia
- 2014: Linz, Graz, Berlin, Danzig, Basel, Mannheim, Gelsenkirchen, Köln, Shenzhen, Frankfurt
- 2015: Sofia, Linz, Graz, Basel, Berlin, Krakau, Tours, Basel, München, Jerez, Hamburg, Shenzhen, Caraguatatuba, Danzig, Sofia

## FIM Weltmeister
Alle offiziellen FIM Freestyle Motocross Weltmeister seit Einführung der WM im Jahr 2006:
- 2006: Mathieu Rebeaud (SUI)
- 2007: Ailo Gaup (NOR)
- 2008: Remi Bizouard (FRA)
- 2009: Remi Bizouard (FRA)
- 2010: Libor Podmol (CZE)
- 2011: Javier Villegas (CHL)
- 2012: Remi Bizouard (FRA)
- 2013: David Rinaldo (FRA)
- 2014: Maikel Melero (ESP)
- 2015: Maikel Melero (ESP)

## Fahrerfeld
Das Fahrerfeld der Night of the Jumps ist so international besetzt wie ihre Standortwechsel. 
Unter anderem finden sich Fahrer aus Australien (Josh Sheehan, Rob Adelberg), Frankreich (David Rinaldo, Remi Bizouard), Spanien (Dany Torres, Maikel Melero), der Schweiz (Mathieu Rebeaud), den USA (James Carter), Tschechien (Libor Podmol, Petr Pilat), Deutschland (Hannes Ackermann, Luc Ackermann) sowie vielen anderen Nationen auf der Veranstaltung an.
Als deutsche Fahrer treten außerdem Kai Haase und Lucas "Lucky" Weiss an.